# UCI Women’s World Tour 2017
UCI Women’s World Tour 2017 – 2. edycja cyklu kobiecych szosowych wyścigów kolarskich o najwyższej randze w klasyfikacji UCI, będącego następcą Pucharu Świata Kobiet w Kolarstwie Szosowym. Seria rozpoczęła się 4 marca we Włoszech wyścigiem Strade Bianche, a zakończyła 10 września w Hiszpanii zawodami Madrid Challenge by la Vuelta. W kalendarzu na sezon 2017 figurowało 21 wyścigów (6 wieloetapowych i 15 jednodniowych), z czego osiemnaście zaplanowano w Europie, dwa w Ameryce Północnej oraz jeden w Azji.
W porównaniu z ubiegłym rokiem w kalendarzu pojawiły się cztery nowe wyścigi: belgijskie „klasyki” Amstel Gold Race i Liège-Bastogne-Liège, norweski Ladies Tour of Norway oraz holenderski Boels Rental Ladies Tour.

## Klasyfikacje

### Klasyfikacja indywidualna
| M-ce | Imię i nazwisko      | Kraj              | Drużyna             | Pkt  |
| ---- | -------------------- | ----------------- | ------------------- | ---- |
| 1.   | Anna van der Breggen | Holandia          | Boels-Dolmans       | 1016 |
| 2.   | Annemiek van Vleuten | Holandia          | Orica-Scott         | 989  |
| 3.   | Katarzyna Niewiadoma | Polska            | WM3 Pro Cycling     | 856  |
| 4.   | Coryn Rivera         | Stany Zjednoczone | Team Sunweb         | 803  |
| 5.   | Elisa Longo Borghini | Włochy            | Wiggle High5        | 630  |
| 6.   | Jolien D’Hoore       | Belgia            | Wiggle High5        | 626  |
| 7.   | Elizabeth Deignan    | Wielka Brytania   | Boels-Dolmans       | 623  |
| 8.   | Ellen van Dijk       | Holandia          | Team Sunweb         | 614  |
| 9.   | Lotta Lepistö        | Finlandia         | Cervélo-Bigla       | 518  |
| 10.  | Chloe Hosking        | Australia         | Alé–Cipollini       | 457  |
| ...  |                      |                   |                     |      |
| 29.  | Eugenia Bujak        | Polska            | BTC City Lublana    | 221  |
| 115. | Anna Plichta         | Polska            | WM3 Pro Cycling     | 16   |
| 140. | Małgorzata Jasińska  | Polska            | Cylance Pro Cycling | 10   |

### Klasyfikacja młodzieżowa
| M-ce | Imię i nazwisko       | Kraj            | Drużyna             | Pkt |
| ---- | --------------------- | --------------- | ------------------- | --- |
| 1.   | Cecilie Uttrup Ludwig | Dania           | Cervélo-Bigla       | 52  |
| 2.   | Alice Barnes          | Wielka Brytania | Drops               | 16  |
| 3.   | Amalie Dideriksen     | Dania           | Boels-Dolmans       | 16  |
| 4.   | Susanne Andersen      | Norwegia        | Hitec Products      | 12  |
| 5.   | Lisa Klein            | Niemcy          | Cervélo-Bigla       | 12  |
|      |                       |                 |                     |     |
| 27.  | Agnieszka Skalniak    | Polska          | Astana Women’s Team | 2   |

### Klasyfikacja drużynowa
| M-ce | Drużyna            | Kraj            | Pkt  |
| ---- | ------------------ | --------------- | ---- |
| 1.   | Boels-Dolmans      | Holandia        | 3273 |
| 2.   | Team Sunweb        | Holandia        | 2153 |
| 3.   | Wiggle High5       | Wielka Brytania | 1824 |
| 4.   | Orica-Scott        | Australia       | 1821 |
| 5.   | Canyon-SRAM Racing | Niemcy          | 1505 |